# Погребов, Борис Андреевич
Борис Андреевич Погребов (1898—1942) — советский военачальник, командующий авиацией Западного фронта. Младший брат советского военачальника Гражданской войны В. А. Погребова. Генерал-майор (4.06.1940).

## Биография
Из купеческой семьи, потомок полковника, командира 2-й бригады Новгородского народного ополчения.
В Красной Армии с августа 1918 года. Окончил Ораниенбаумские пулемётные командные курсы в октябре 1918 года и направлен на фронт командиром пулемётной группы в составе Заволжского отряда 10-й армии, который в то время воевал на Южном фронте против казачьих войск генерала П. Н. Краснова под Царицыном. В марте 1919 года стал помощником командира, а вскоре и командиром 1-го Донского кавалерийского полка 38-й стрелковой дивизии этой армии, участвовал в боях против войск генерала А. И. Деникина. С июня 1919 года воевал в составе Конного корпуса С. М. Буденного и в 1-й Конной армии со дня её организации: начальник 1-й (оперативной) части штаба 4-й кавалерийской дивизии, состоявший для особых поручений при Реввоенсовете армии, начальник штаба и командир 2-й кавалерийской бригады 6-й кавалерийской дивизии. В годы войны участвовал в обороне Царицына, в Воронежско-Касторненской, Харьковской, Донбасской, Ростово-Новочеркасской, Егорлыкской операциях, в советско-польской войне, в Северо-Таврической и Перекопско-Чонгарской наступательных операциях против войск П. Н. Врангеля, с конце 1920 по начало 1921 года — в борьбе с бандитизмом на Украине и на Северном Кавказе.
После войны: с февраля 1921 командир 21-й кавалерийской дивизии, с марта 1921 года — начальник штаба сводного кавалерийского отряда Кавказского фронта, с мая 1921 — командир 2-й кавалерийской бригады 5-й Кубанской кавалерийской дивизии. В июле 1922 года переведён в Сибирский военный округ: командир 9-й отдельной Дальневосточной кавалерийской бригады, состоящий для особых поручений при штабе 5-й армии, командир 26-го и 73-го кавалерийских полков 5-й отдельной Кубанской кавалерийской бригады. В Сибири участвовал в боях с белым отрядом А. Н. Пепеляева и участвовал в подавлении Якутского мятежа 1923 года. С октября 1925 года — командир 86-го кавалерийского полка 9-й отдельной Дальневосточной кавалерийской бригады. Затем преподавал тактику конницы и методику стрелковой подготовки в военно-учебных заведениях.
При введении в РККА персональных воинских званий получил воинское звание комбриг (18.02.1936).
Окончил кавалерийские курсы усовершенствования комсостава (1927), Военную академию РККА им. М. В. Фрунзе (авиационное отделение, 1938). По завершении учебы Погребов служил начальником штаба авиационного корпуса, затем преподавал в Военно-воздушной академии имени Жуковского. С декабря 1940 по июль 1941 был командующим ВВС Сибирского военного округа.
С началом Великой Отечественной войны на базе войск Сибирского военного округа была сформирована 24-я армия, а генерал Погребов в июне назначен командующим ВВС этой армии и вместе с нею в последние дни июня отбыл на фронт. Участвовал в Смоленском оборонительном сражении и в Ельнинской наступательной операции. В ноябре 1941 года отозван в тыл, назначен начальником командного факультета Военной академии командного и штурманского состава ВВС Красной Армии.
С 26 декабря 1941 по 27 марта 1942 командир 7-го кавалерийского корпуса в 61-й армии на Брянском фронте, участвовал в Болховской наступательной операции. С апреля 1942 года — в группе командиров при Маршале Советского Союза С. М. Будённом. 28 июня 1942 года назначен командиром отдельного кавалерийского корпуса Северо-Кавказского фронта. В составе 51-й армии отдельный кавалерийский корпус под его командованием участвовал в Донбасской оборонительной операции в июле 1942 года, где вёл тяжелые оборонительные бои на реке Сал. С 25 июля без всякой паузы начался оборонительный этап битвы за Кавказ, когда немецкие войска с захваченных плацдармов на Дону развернули наступление на Кубань и к Большому Кавказскому хребту.
Во время исключительно тяжелых боёв на Северо-Кавказском фронте, пытаясь сдержать это наступление, в бою против мотомеханизированных частей противника, при перемещении командного пункта у села Большая Мартыновка, группа автомашин штаба корпуса в открытой степи попала под удар немецкой бронетехники. В этом бою генерал Погребов погиб. Долгое время считался пропавшим без вести.

## Награды
- Орден Красного Знамени (1923)
- Орден Отечественной войны 1-й степени (6.05.1965, посмертно)
- Юбилейная медаль «XX лет Рабоче-Крестьянской Красной Армии» (22.02.1938)

## Память
- Улица братьев Погребовых в городе Старая Русса[5].